# Luiz Podavin
Luiz Podavin (Flórida Paulista, 1950) é um desenhista de histórias em quadrinhos brasileiro. 
Foi por muitos anos chefe de arte do extinto centro de produção de quadrinhos da Editora Abril, criando ali inúmeros personagens para a Disney, dentre os quais os integrantes da Turma da Pata Lee e Boinifácio, o primo azarado da Clarabela. Quando a produção brasileira se encerrou em 2001, Podavin produziu história da Disney para a Holanda e Dinamarca, mesmo sem publicar histórias inéditas, a editora Abril encomendou capas a Podavin, em 2012, o desenhista ilustrou uma história do Zé Carioca, escrita por Arthur Faria Jr. para o especial "Zé Carioca 70 anos - Volume 2", no ano seguinte, a editora voltou a publicar histórias inéditas do papagaio e Podavin voltou a produzir regularmente para revista do mesmo. As histórias deixaram de ser produzidas em 2016.
Em 2020, volta a produzir história do Zé Carioca, agora publicado na revista Aventuras Disney da editora Culturama.

## Ligações Externas
- Luiz Podavin no Inducks
- Luiz Podavin no site Lambiek